# Armand Guillaumin

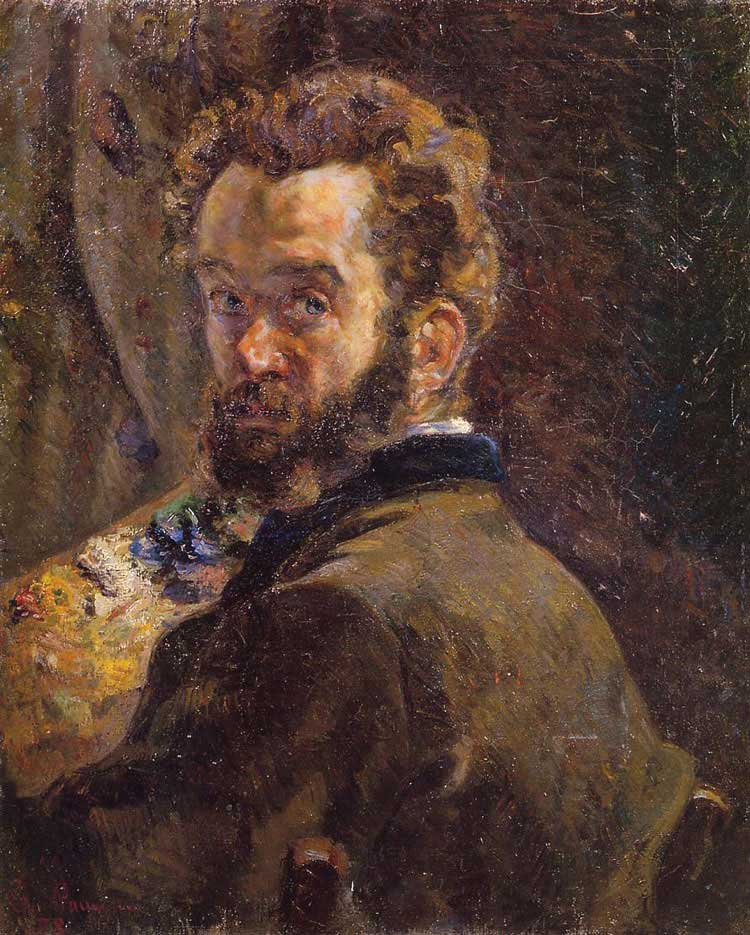
Armand Guillaumin, självporträtt 1878.

Jean Baptiste Armand Guillaumin, född 16 februari 1841 i Paris, död 26 juni 1927 i Orly, Paris, var en fransk målare och litograf.

## Biografi
Guillaumin var kommunaltjänsteman i Paris och målade på sin fritid. Han började 1861 studera vid Académie Suisse och träffade där Paul Cézanne och Camille Pissarro, med vilka han sedan hade en livslång vänskap, och kom att ha ett betydande inflytande på deras arbete.
Han anslöt sig på 1870-talet till impressionisterna men är mera enhetlig kolorist än de flesta av dessa.
Som skicklig landskapsmålare framträder han i en rad av dukar med motiv från Paris och dess omgivningar samt andra trakter av Frankrike och från Holland. Han har också målat utmärkta bilder med "nature morte". Guillaumin är mycket väl representerade i Köpenhamn, dels i Glyptoteket (depositioner från Statens Museum for Kunst), dels i Wilhelm Hansens samling på Ordrupgaard.

### Allmänna källor
- Svensk uppslagsbok Malmö, 1932.